# Thanjavur

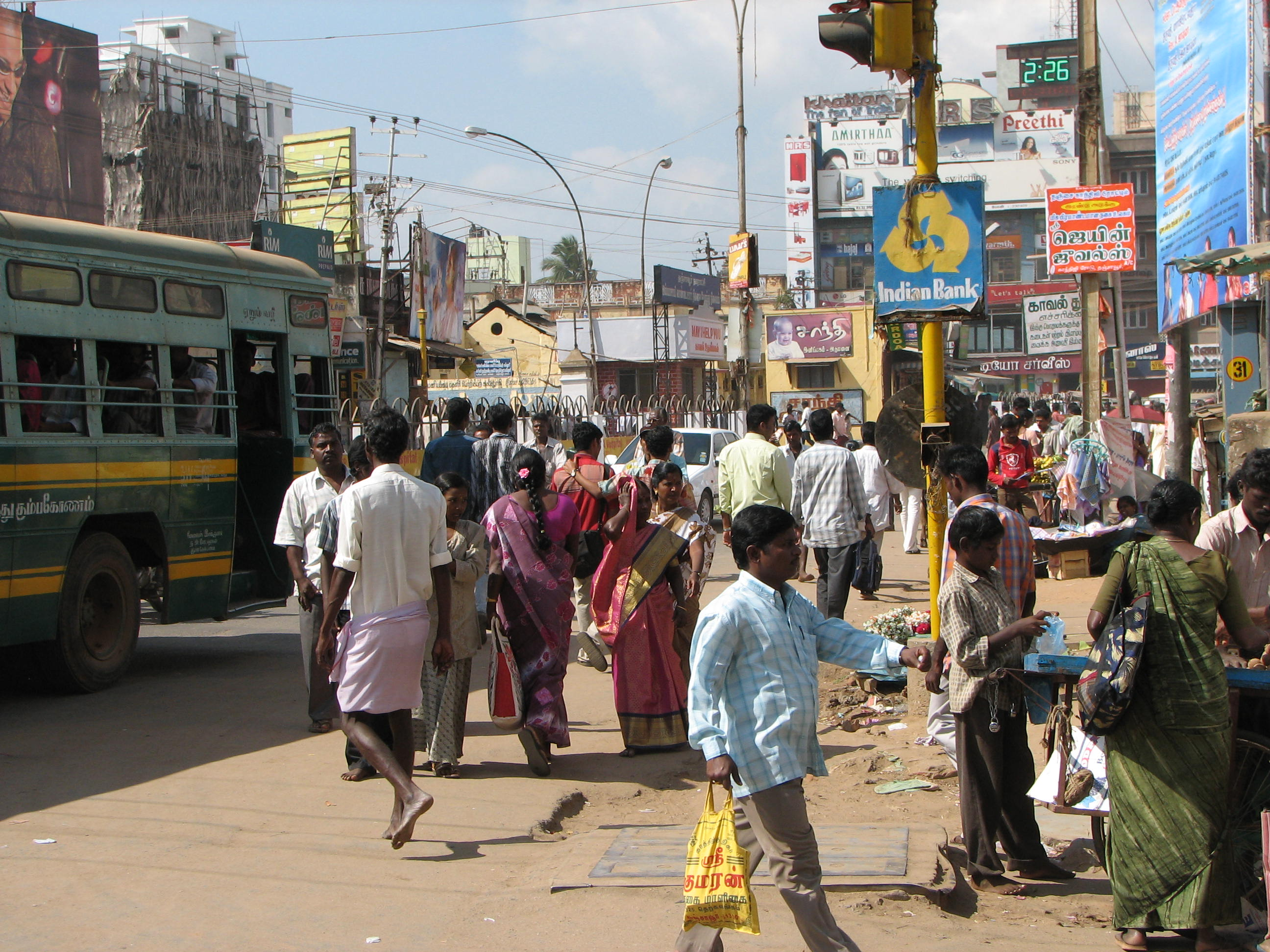
Gata i Thanjavur.

Thanjavur (äldre namn Tanjore) är en stad i den indiska delstaten Tamil Nadu och är centralort i ett distrikt med samma namn. Folkmängden uppgick till 222 943 invånare vid folkräkningen 2011, med förorter 291 067 invånare.

## Historia

### Cholaperioden
Thanjavur blev känd under Cholahärskarna under 800-talet till 1100-talet. Detta var en storhetstid för Thanjavurområdet, och då byggdes också många hinduiska tempel och kulturella minnesmärken. 
Lämningarna från Cholahärskarna anses visa stor skicklighet i fråga om skulptur, måleri och träsnide. Dansformen Bharathanatyam är också värd att nämna, liksom den litteratur som skrevs under Cholaepoken. I Tamil Nadu anses det allmänt att Thanjavur under Cholaepoken var den tamilska kulturens vagga.

### Brittiska perioden
Tanjore var från 1678 huvudort i ett särskilt marathfurstendöme som varade till 1799, då området med undantag av huvudorten tillsammans med närmaste omgivning avträddes till Brittiska Ostindiska Kompaniet. Staden Tanjore blev brittisk 1855, och folkmängden uppgick till 54 745 invånare 1881. Tanjore var huvudort i ett distrikt med samma namn i presidentskapet Madras.